# Історія нафтогазовидобування в Південному регіоні України
Історія нафтогазовидобування в Південному регіоні України

Південний нафтогазоносний регіон України

Південний нафтогазоносний регіон України — охоплює Західне та Північне Причорномор'я, Північне Приазов'я, Крим, українські зони Чорного і Азовського моря.

## Характеристика регіону
Регіон адміністративно включає Одеську, Миколаївську, Херсонську, Запорізьку і частково Донецьку області та Автономну Республіку Крим.
Площа — 290,6 тис. км², в тому числі акваторій — 123, 5 тис. км². Станом на початок 1999 р. виявлено 39 родовищ: 10 нафтових, 7 газоконденсатних, 22 газових.

## Загальний виклад історії нафтогазовидобування в регіоні
Буріння перших неглибоких свердловин поблизу природних виходів нафти на земну поверхню на Керченському півострові значних результатів не дало, однак на інших площах було створено невеликі нафтопромисли. У 1920-х рр. під керівництвом А. Д. Архангельського виконані науково-дослідні роботи по вивченню стратиграфії і тектоніки Керченського півострова, оцінці його нафтогазоносності. У 1935—1937 рр. В. В. Колюбинською, Г. О. Личагіним та М. В. Муратовим узагальнено геологічний матеріал по всьому Кримському півострову і складено геологічну карту масштабу 1:100000. Визначено головні напрямки пошуково-розвідувальних робіт на нафту і газ на Керченському півострові і рекомендовані структури, перспективні у відкладах міоцену і майкопської серії. Бурові роботи велися створеним у 1933 р. трестом «Кримнафтогаз».
У 1944 р., відразу після звільнення Криму від окупації був створений трест «Кримнафтогазрозвідка», що дозволило збільшити обсяги пошукового буріння, охопити нові райони, включаючи Рівнинний Крим і Північне Причорномор'я, а також розширити стратиграфічний діапазон досліджуваних відкладів. У цей період комплексні геофізичні роботи стають основою для нових геологічних побудов. За даними гравіметричної зйомки (1946—1952 рр.) складено зведену карту аномалій сили тяжіння для Рівнинного Криму. У 1947—1949 рр. проведена геомагнітна зйомка. Значну роль у розвитку нафтогазопошукових робіт відіграли сейсмічні дослідження методом відбитих хвиль (МВХ), які є обов'язковою і достатньою підставою для постановки пошукового буріння на нафту і газ на локальних об'єктах.
У 1944—1960 рр. пошуки родовищ вуглеводнів поширюються й на інші регіони Криму і Присивашшя, зростає їх стратиграфічний обсяг до відкладів нижньої крейди включно та глибина буріння. Однак родовищ, які б мали промислове значення, не виявлено.
Перший фонтан газу в Рівнинному Криму отримано на Задорненській площі з утворень палеоцену у 1960 р. Згодом були відкриті Октябрське нафтове та Глібовське і Карлавське газові родовища (1961 р.).
Протягом 1960-х рр. геофізичними роботами виявлені пастки не лише в палеоценових, але і в майкопських відкладах. Глибоким бурінням відкрито ще ряд родовищ газу. Промисловий видобуток газу в регіоні розпочато у 1966 р. на Глібовському родовищі. В наступні роки введені у розробку Задорненське (1967 р.) і Джанкойське (1970 р.) родовища, що уможливило довести видобуток у 1972 р. до 853,5 млн м³. Далі він поступово зменшувався до 215,8 млн м³ у 1981 р. У Криму були проведені газопроводи з Глібовського родовища до Євпаторії, Сак, Сімферополя, Бахчисарая і Севастополя (1966—1967 рр.). Пізніше були підключені інші газові родовища і вся система газопостачання Криму з'єднана з загальноукраїнською (1976 р.)
З 1970 по 1990 рр. у північно-західній частині шельфу Чорного моря геофізичними методами було виявлено близько 46, а в акваторії Азовського моря — 22 перспективних структури. Починаючи з середини 2012 р. дві самопідйомні бурові установки «Чорноморнафтогазу» «Петро Годованець» і «Україна» успішно розробляли Одеське шельфове родовище газу. Завдяки освоєнню шельфу видобуток газу в Криму за два роки збільшився в 2,5 рази. У 2014 р. українські бурові платформи на шельфі Чорного моря були захоплені Росією під час анексії Криму й переправлені ближче до півострова.
На теренах Західного Причорномор'я пошукові роботи проводились починаючи з 1946 р., однак пошуки нафти і газу не дали позитивних результатів і з 1954 р. їх припинили. Принципово важливим для стратегії пошуків вуглеводнів у Західному Причорномор'ї стало відкриття у 1983 р. Східно-Саратського нафтового родовища в карбонатних середньодевонських породах. Ця подія змінила думку багатьох дослідників щодо перспективності цього регіону.
Пізніше виявлено Жовтоярське нафтове родовище та невеликі поклади на Білоліській і Сариярській площах. У межах морських акваторій України геофізичними дослідженнями був охоплений весь осадовий чохол. Бурові роботи проводилися переважно на верхні горизонти: крейдові, палеогенові та неогенові. Ступінь їх вивченості у районах різний.

## Розвиток техніки і технології розробки морських родовищ вуглеводнів у другій половині ХХ ст
Відкриття у 1960-х рр. низки родовищ вуглеводнів у рівнинному Криму спонукало до пошуків нафти і газу в прилеглих районах шельфу Чорного та Азовського морів. Геологічні прогнози, які базувалися на аналізі структурних та літолого-фаціальних умов нафтогазонагромадження в рівнинному Криму та Присивашші, дозволили оптимістично оцінити надра цих акваторій.
На початок 1970-х рр. на північно-західному шельфі Чорного моря сейсмічними дослідженнями було підготовлено ряд структур під глибоке буріння, а в 1975 році на піднятті Голіцина зі свердловини № 7 отримано перший фонтан газу на Чорноморському шельфі України. Почався новий етап нафтогазопошукових робіт, на якому важливу роль відігравали дослідження в акваторіях. У 1976 р. одержано приплив газу із свердловини № 1 Північно-Керченська в Азовському морі.
З 1970 по 1980 рр. у північно-західній частині шельфу Чорного моря геофізичними методами було виявлено близько 40, а на шельфі Азовського моря — 20 перспективних структур. Створюється спеціалізована установа для пошуково-розвідувального буріння на шельфі Чорного моря (тепер ДВП «Чорноморнафтогаз»).
На Чорноморському шельфі на теперішній час вже відкрито сім, у тому числі чотири середніх, а на Азовському — сім газових та газоконденсатних родовищ. Функціонує морський газопровід.
Проектуванням нафтових морських платформ та інших компонентів морського нафто- і газовидобутку в Україні за часів СРСР займалося ЦКБ «Корал» (м. Севастополь).
В районах шельфів Чорного і Азовського морів зосереджені понад 40 % запасів нафти і газу нашої держави. На континентальному шельфі Чорного моря відкрито сім газових і газоконденсатних родовищ: Архангельське, Голіцинське, Безіменне, Шмідта, Штормове, Одеське і Кримське і одне нафтове — Олімпійське.
На шельфі Азовського моря відкрито сім газових і газоконденсатних родовищ: Стрілкове, Морське, Північно-Керчинське, Північно-Казантипське, Північно-Булганакське, Східно-Казантипське і Південно-Казантипське.
В Україні морські нафтогазові промисли на Чорному і Азовському морях обслуговує державна компанія ДАТ «Чорноморнафтогаз». ДАТ «Чорноморнафтогаз» має дві самопідйомні плавучі бурові платформи — СПБУ «Таврида», яка працює на Одеській площі в Чорному морі і СПБУ «Сиваш» — на прикерченському шельфі Чорного моря (площа Суботіна). За 1994—2005 рр. в Чорному й Азовському морях відкрито декілька нових газових родовищ.
Принципово важливим для стратегії пошуків вуглеводнів у Західному Причорномор'ї стало відкриття у 1983 р. Східно–Саратського нафтового родовища в карбонатних середньодевонських породах. Воно змінило думку багатьох дослідників про перспективність цього регіону. Пізніше виявлено Жовтоярське нафтове родовище та невеликі поклади на Білоліській та Сариярській площах. У межах морських акваторій України геофізичними дослідженнями був охоплений весь осадочний чохол. Бурові роботи проводилися переважно на верхні горизонти: крейдові, палеогенові та неогенові. Ступінь їх вивченості у районах різний.
У 2014 р., після анексії Росією Криму, дві плавучі бурові установки «Петро Годованець» і «Україна», що належали «Чорноморнафтогазу», були захоплені Збройними силами РФ і відбуксировані до узбережжя окупованого Криму.